# General Dynamics F-16 VISTA
Il General Dynamics F-16 VISTA (Variable stability In-flight Simulator Test Aircraft) è stato un aereo sperimentale, noto anche come X-62, costruito in un solo esemplare derivato dall'F-16D Fighting Falcon, e con il quale l'USAF ha condotto, dal 1988 al 1997, una serie di programmi di sviluppo. Dal 2021 l'aeroplano è stato recuperato e ridenominato X-62A, venendo assegnato alla sperimentazione del pilotaggio autonomo da parte dell'intelligenza artificiale, nell'ambito del progetto Skyborg.

## Programma
L'F-16 VISTA, quale banco di prova, integrava uno dei primi sistemi di spinta vettoriale, denominato MATV (Multi-Axis Thrust Vectoring), il quale modificava l'inclinazione dell'ugello di scarico incrementando la manovrabilità del velivolo e garantendo la sua ripresa anche durante gli attimi successivi allo stallo aerodinamico. Il risultato fu un velivolo capace di supermanovrabilità e in grado di mantenere il controllo in imbardata e in beccheggio anche ad angoli d'attacco oltre i quali le tradizionali superfici mobili risultano inefficaci.

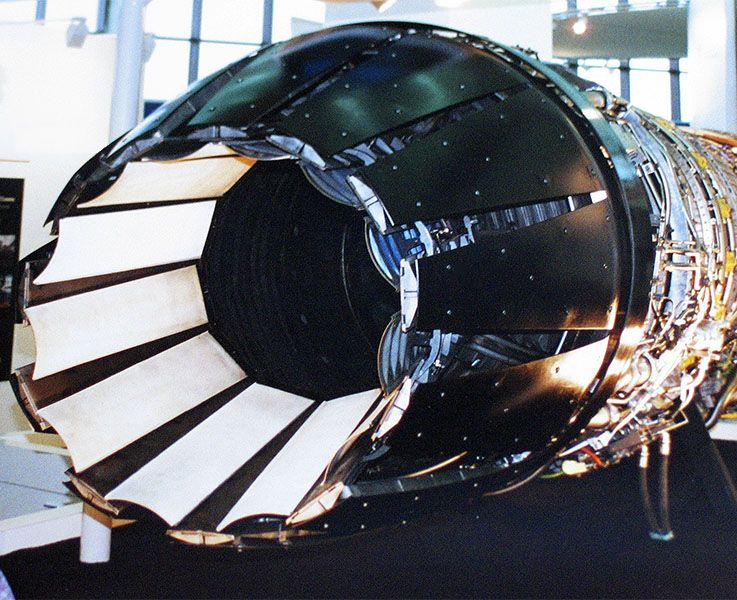
L'Axisymmetric Vectoring Exhaust Nozzle, ugello di scarico direzionale prodotto dalla General Electric e utilizzato sull'F-16 VISTA/MATV.

Il programma VISTA venne concluso con successo, anche se il MATV non venne mai applicato sulle versioni in servizio del Falcon. Maggior successo ebbe, invece, con il successivo F-35, la cui versione STOVL usufruisce di questo sistema durante la transizione dal volo livellato a quello verticale e viceversa.
Sempre sull'F-35 trovano posto anche il Direct Voice Input e il Virtual HUD, i quali furono sviluppati simultaneamente nel corso dei test previsti dal programma VISTA. 

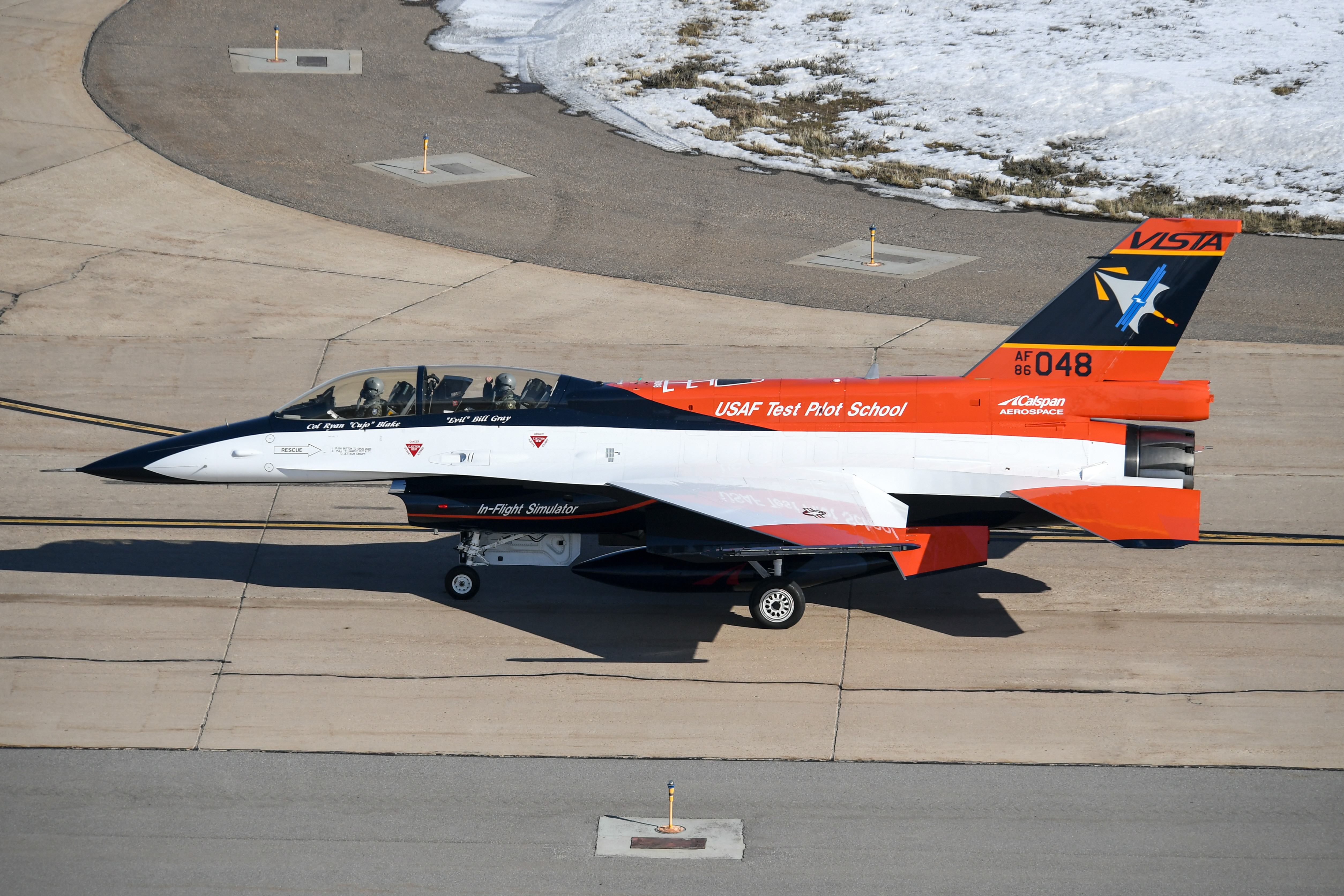
F-16 VISTA sulla pista di rullaggio.

Dal 14 giugno 2021 questo aeroplano è stato ridesignato X-62A e impiegato per la sperimentazione del SACS (System for Autonomous Control of Simulation) che permette il pilotaggio da parte di un computer dotato di intelligenza artificiale, ciò nell'ambito del progetto Skyborg. Il 13 febbraio 2023 è stato effettuato un test con l'aereo sperimentale X-62A, che ha volato nei pressi della base di Edwards per 17 ore ininterrotte, guidato esclusivamente dall'intelligenza artificiale.

## Sperimentazione dell'IA
Il più grande successo è arrivato inaspettatamente appunto nell'utilizzo di questo aereo sperimentale come banco di prova dell'intelligenza artificiale. Infatti, dal 14 giugno 2021, l'X-62A è stato assegnato alla sperimentazione del SACS (System for Autonomous Control of Simulation) nell'ambito del progetto Skyborg. 

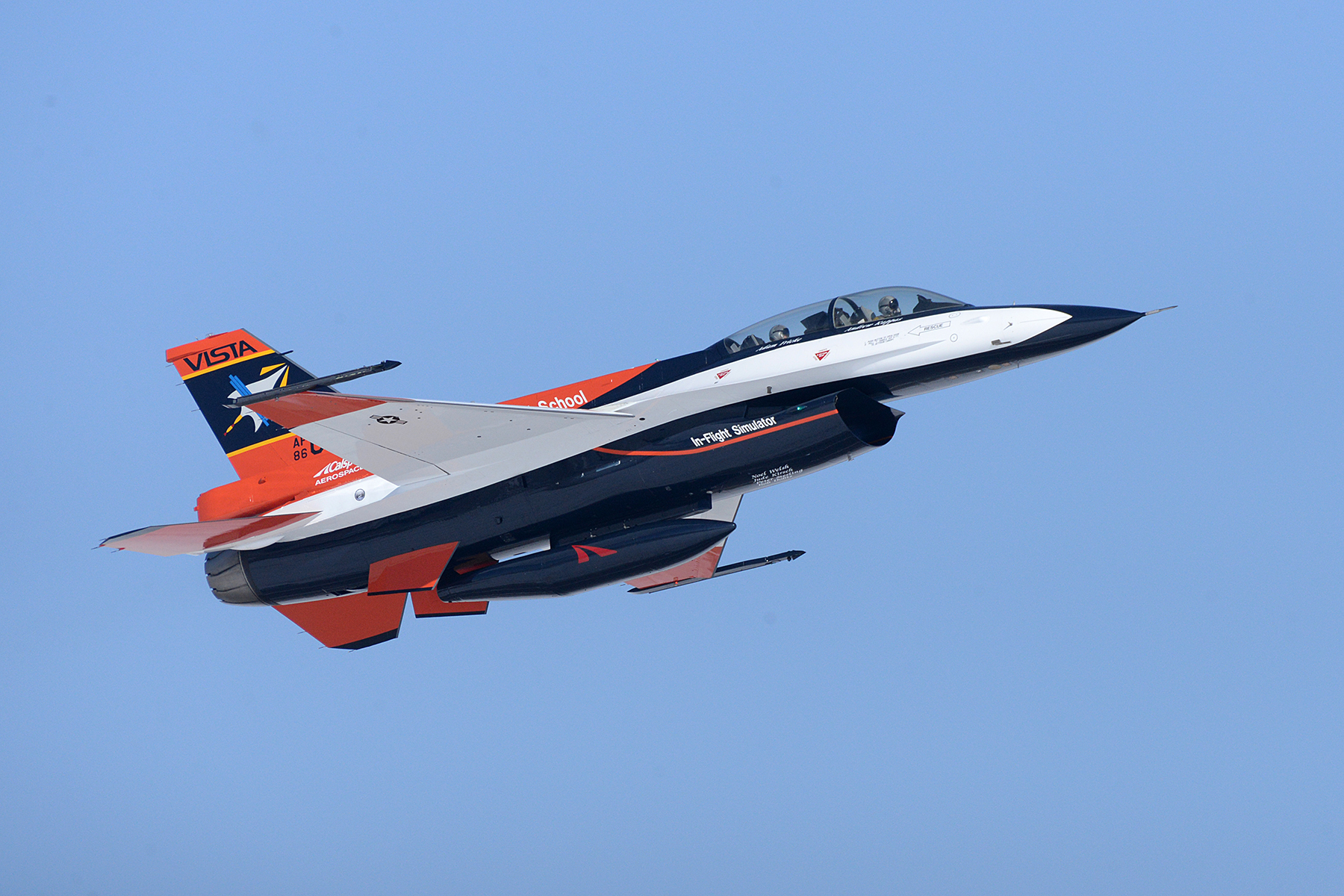
L'aereo sperimentale X-62A è stato impiegato per testare l'intelligenza artificiale.

Il pilotaggio autonomo da parte dell'intelligenza artificiale ha fornito risultati davvero eccellenti. Il 13 febbraio 2023 è stato effettuato un test durante il quale X-62A ha volato nei pressi della base di Edwards per 17 ore ininterrotte, guidato esclusivamente dall'intelligenza artificiale. Infine. il 18 aprile 2024 l'USAF
e la DARPA annunciarono che l'X-62A era stato impegnato in un combattimento contro un caccia F-16 pilotato da un essere umano. I risultati furono così buoni da convincere l'USAF a investire in questa tecnologia, e pianificare la costruzione di aerei da caccia pilotati dall'intelligenza artificiale.